# Војна операција
Војна операција је координисана војна активност државе. У сврху тајности војне операције имају шифроване називе. Могу бити борбене и неборбене и могу се даље разврставати по више критеријума, као што су територија коју обухвата, обим ангажовања оружаних снага, утицај на остале елементе оружаног сукоба.
Свака војна операција се састоји од следећих фаза:
1. Иницирање - јасна идеја војног, политичког, економског и друштвеног циља операције
2. Планирање - дефинисање јасних циљева, времена, обухвата и трошкова операције
3. Извршавање - координисана логистичка и борбена активност оружаних снага
4. Контрола - надзор над извршавањем операције и поређење са планом
5. Закључивање - прихватање или одбијање ефеката операције наредбама командних структура

## Историја
Први познати класични знаци операције као једног од облика ратовања настали су у војним сукобима и ратовима крајем 18. - почетком 19. века, а теоријски концепти и практично отелотворење операције као облика војне уметности (оперативни уметност) обликовала се од почетка 20. века.
Према дефиницији Војне енциклопедије Руско царство 1911-1914: Операција (војна) је скуп стратешких и тактичких акција усмерених на постизање било ког, одређеног задатка датог рата и обично довршених великим војним сукобом страна.
У војним пословима СССР-а, средином 1930-их развијена је теорија за извођење дубоке офанзивне операције (Дубока операција), која је предвиђала координирану масовну употребу тенковских снага, авијације, артиљерије и ваздушно-десантних јуришних снага.
Према ТСБ, операција је скуп удара, битака, кординираних и међусобно повезаних у сврху, временa и местa, које изводе оперативне формације једног или неколико родова оружаних снага према јединственом концепту и плану за решавање оперативни или стратешки задаци.
Током Другог светског рата војска и морнарица СССР-а изводиле су офанзивне и одбрамбене операције, у зависности од циљева и броја укључених трупа (снага), подељене на стратешке и фронтовске операције. Фронт-линије операције могу бити или саставни део стратешких операција, или бити независне. Подела операција на офанзивне и одбрамбене операције говори само о томе ко је започео напад на почетку догађаја или шта је био циљ у случају намерне одбране. Често су се током операције офанзива и одбрана могли смењивати.
Имена операција добила су а постериори, у зависности од развоја догађаја и резултата постигнутих током операције, а током догађаја коришћена су кодна имена, од којих су нека остала додатни назив за операцију (совјетске операције „Багратион“, „Уран“, операције Вермахта „Цитадела“, „Блау“, англоамерички „Оверлорд“ и слично).

### Операција Маркет гарден
Операција Маркет гарден је била савезничка војна операција која је покренута током Другог светског рата, у септембру 1944. године. Главни циљ операције је било заузимање мостова на главним речним токовима на територији Холандије под немачком контролом, како би се омогућио брз продор савезничких снага у само срце нацистичке Немачке и рат привео крају до Божића. Ипак нацисти су успели да добију битку и тако се одрже још неколико месеци у рату.